# 阿尔韦托·加西亚·阿斯佩
阿尔韦托·加西亚·阿斯佩（西班牙語：Alberto García Aspe，1967年5月11日—），墨西哥男子足球运动员，司职中场。他曾代表墨西哥国家队参加1994年、1998年和2002年国际足联世界杯，三届比赛均止步十六强赛。